# Hirschsägewerk
Hirschsägewerk ist eine zur Stadt Murrhardt gehörende Einzelsiedlung im baden-württembergischen Rems-Murr-Kreis.

## Lage
Die aus einer Sägemühle hervorgegangene Siedlung steht rund zwei Kilometer östlich des Murrhardter Stadtzentrums an den Ufern der Murr. Umliegende Orte sind die Almsiedlung, die Lutzensägmühle, das Wohngebiet Sägdöbel und das einzeln stehende Gasthaus Hirschkeller.

## Geschichte
Die Sägemühle wurde 1846 von Johann Georg Seeger erbaut und trug zunächst den Namen Katzensägmühle. Erste Besitzer waren Seeger und Johann Ebinger. Um 1861 gehörte zu der Sägemühle auch ein Wohnhaus. Seit 1932 war das Anwesen in Besitz von Bernhard Mohrlok. Das Wasserrad wurde 1942 durch eine Ossberger-Turbine ersetzt. Bis in die 1970er Jahre arbeitete das Sägewerk mit Wasserkraft. Nach einem Großbrand im Jahre 1977 erfolgte 1978 der Wiederaufbau. Das Sägewerk wurde anschließend zugunsten einer Fabrik für Paletten und Verpackungsmaterial aufgegeben.